# Éleusinies
Les Éleusinies (en grec ancien Έλευσίνια / Eleusínia) sont la fête la plus ancienne du culte d'Éleusis, en l’honneur de la déesse Déméter. Elles se déroulaient à Éleusis pendant le mois de Métageitnion (été) sur un rythme bisannuel (petites Éleusinies) ou sur une plus grande échelle tous les quatre ans (grandes Éleusinies). Elles ne doivent pas être confondues avec les mystères d'Éleusis, autre grand culte de la cité attique.
Nous savons qu'avec les jeux panathénaïques, les Éleusinies étaient l'un des festivals agonistiques les plus importants d'Attique même si pour celles-ci nous connaissons peu de détails sur leur déroulement. Il y avait un défilé et un concours (peut-être un concours de cortèges). Le prix du concours était une quantité de grains de blé venant de la plaine Rharia, lieu où, selon les Athéniens, Déméter a fait don pour la première fois de l'agriculture aux humains. Ainsi, le vainqueur était-il désigné par sa victoire pour consommer une nourriture sacrée.